# Bulbophyllum lilianae
Bulbophyllum lilianae là một loài phong lan thuộc chi Bulbophyllum.